# Karamazovi
Karamazovi je film režiséra Petra Zelenky natočený v česko-polské koprodukci v roce 2008. Jádro filmu tvoří představení Dejvického divadla Bratři Karamazovi (román F. M. Dostojevského v dramatizaci Evalda Schorma), které je zasazeno do netradičního prostředí polských oceláren, navíc se souběžně odehrává další dějová linie týkající se herců a přihlížejících dělníků.
Natáčení probíhalo v areálu železáren v Hrádku u Rokycan.

## Ocenění
Na 43. MFF Karlovy Vary snímek získal cenu poroty FIPRESCI.
Film byl nominován do soutěže Evropské filmové ceny 2008.
Z celkem osmi nominací získal dva České lvy za nejlepší film a režii. Už předtím na nominačním večeru získal cenu filmových kritiků za nejlepší hraný film a též ocenění za nejlepší filmový plakát.